# Molophilus (Molophilus) flavocingulatus
Molophilus (Molophilus) flavocingulatus is een tweevleugelige uit de familie steltmuggen (Limoniidae). De soort komt voor in het Australaziatisch gebied.